# 辛辛那提動物和植物園
辛辛那提動物和植物園（英語：Cincinnati Zoo and Botanical Garden）是美國第二古老的動物園，位於俄亥俄州辛辛那提。辛辛那提動物和植物園於1875年正式營運，僅僅比於1874年7月1日開始運作、作為美國最古老動物園费城动物园晚14個月。而同年開始規畫的爬蟲館，則是美國最古老的動物園建築。 博物馆每天上午 10:30 至下午 4:00 开放。

## 外部連結
- 维基共享资源上的相關多媒體資源：辛辛那提動物和植物園
- 官方网站
- Cincinnati Zoo & Botanical Garden （页面存档备份，存于） on zooinstitutes.com （页面存档备份，存于）